# Krzysztof Lesiakowski
Krzysztof Jan Lesiakowski (ur. 1965) – polski historyk, doktor habilitowany, wykładowca Uniwersytetu Łódzkiego.
W 1989 ukończył studia magisterskie na kierunku historia na Wydziale Filozoficzno-Historycznym UŁ. W 1997 r. został doktorem broniąc dysertację Mieczysław Moczar „Mietek”. Biografia polityczna, Warszawa 1998 (promotor prof. dr hab. Stefan Banasiak), zaś 23 kwietnia 2009 został doktorem habilitowanym na podstawie pracy Powszechna Organizacja „Służba Polsce” (1948–1955). Powstanie, działalność, likwidacja, Łódź 2008 (recenzenci: prof. dr hab. Tadeusz Dubicki, dr hab. Włodzimierz Kozłowski, prof. dr hab. Stanisław Kazimierz Sierpowski i prof. dr hab. Paweł Piotr Wieczorkiewicz).
W latach 2000–2006 naczelnik w oddziale łódzkim Instytutu Pamięci Narodowej.

## Zainteresowania badawcze
Zainteresowania naukowe K. Lesiakowskiego zogniskowane są wokół: biografistyki polskiej XX wieku, relacji władzy i społeczeństwa w Polsce 1944–1989, działalność aparatu bezpieczeństwa w Polsce 1944–1989, polityki PRL wobec młodzieży oraz regionu łódzkiego po II wojnie światowej.

## Publikacje książkowe
- Mieczysław Moczar „Mietek”. Biografia polityczna, Warszawa 1998.
- Opozycja i opór społeczny w Łodzi 1956–1981, Warszawa 2003 (redakcja).
- Jarocin w obiektywie bezpieki, Warszawa 2004 (współautorzy P. Perzyna i T. Toborek).
- Powszechna Organizacja „Służba Polsce” (1948–1955). Powstanie, działalność, likwidacja, Łódź 2008, t. 1, t. 2.
- Strajki robotnicze w Łodzi 1945–1976, Łódź 2008.
- Gmina Zadzim 1919–2009, Łódź 2010, (współautorzy: Albin Głowacki, Maria Nartonowicz-Kot, Leszek Olejnik)
- Niepokorni w MPK. Strajki łódzkiej komunikacji miejskiej 1946–1957–1980, Łódź 2011, (współautor z P. Ossowskim).